# Cephalodella forceps
Cephalodella forceps är en hjuldjursart som beskrevs av Donner 1950. Cephalodella forceps ingår i släktet Cephalodella och familjen Notommatidae. Inga underarter finns listade i Catalogue of Life.